# تایتانیک (فیلم ۱۹۹۷)
تایتانیک (انگلیسی: Titanic) فیلمی آمریکایی در ژانر عاشقانه حماسی و فاجعه به کارگردانی، نویسندگی و تهیه‌کنندگی جیمز کامرون است، که در سال ۱۹۹۷ منتشر شد. این فیلم که دو جنبهٔ تاریخی و داستانی را دربردارد، بر پایهٔ روایات غرق شدن کشتی آرام‌اس تایتانیک ساخته شده‌است. لئوناردو دی‌کاپریو و کیت وینسلت در این فیلم نقش افرادی از دو طبقهٔ اجتماعی متضاد را ایفا می‌کنند که در حین نخستین سفر بد فرجام با این کشتی شیفتهٔ یکدیگر می‌شوند.
کامرون برای ساخت فیلم از شیفتگی‌اش به کشتی‌های غرق‌شده الهام گرفت؛ او عقیده داشت که داستانی عاشقانه با تلفات انسانی برای انتقال تأثیر احساسی این فاجعه ضروری است. تولید این فیلم در سال ۱۹۹۵ هنگامی که کامرون تصاویری از لاشهٔ کشتی واقعی تایتانیک را ضبط کرد، آغاز شد. سکانس‌های مدرن فیلم در کشتی تحقیقاتی آکادمیک مستیسلاف کلدیش که کامرون هنگام تصویربرداری از لاشه کشتی از آن استفاده کرده بود، فیلم‌برداری شده‌است. ماکت، تصویر تولیدشده توسط کامپیوتر و بازسازی برای از نو خلق کردن کشتی در باجا استودیوز انجام شد. تأمین بودجهٔ این فیلم بر عهدهٔ پارامونت پیکچرز و استودیو قرن بیستم بود. توزیع این فیلم در آمریکایی شمالی بر عهدهٔ پارامونت پیکچرز بود و استودیو قرن بیستم فیلم را به صورت بین‌المللی منتشر کرد. با بودجه تولید ۲۰۰ میلیون دلاری، این پرهزینه‌ترین فیلمی بود که در آن زمان ساخته شد.
تایتانیک در ۱۹ دسامبر ۱۹۹۷ منتشر شد و به موفقیت‌های از لحاظ تجاری و سینمایی چشمگیری دست یافت و سپس افتخارات متعددی دریافت کرد. این فیلم نامزد دریافت ۱۴  جایزهٔ اسکار شد و با همه‌چیز درباره ایو (۱۹۵۰) برای بیشترین نامزدی اسکار برابری کرد. تایتانیک برندهٔ ۱۱ جایزهٔ اسکار از جمله بهترین فیلم و بهترین کارگردانی شد که با بن هور (۱۹۵۹) از لحاظ تعداد برد اسکار برای یک فیلم تک قسمتی برابری کرد. تایتانیک با ۱٫۸۴ میلیارد دلار فروش آغازین در جهان، نخستین فیلمی بود که به مرز فروش یک میلیارد دلاری رسید. این فیلم در رتبهٔ نخست پرفروش‌ترین فیلم تمام دوران باقی ماند تا اینکه آواتار کامرون در سال ۲۰۱۰ از آن پیشی گرفت. نسخهٔ سه‌بعدی تایتانیک برای بزرگداشت صدمین سالگرد غرق شدن که در ۴ آوریل ۲۰۱۲ منتشر شد و ۳۴۳٫۶ میلیون دلار دیگر در سراسر جهان فروخت. این فیلم پس از آواتار دومین فیلمی بود که بیش از ۲ میلیارد دلار در جهان به فروش رساند. تایتانیک با فروش ۲٫۲۵۶ میلیارد دلار در سراسر جهان به پرفروش‌ترین فیلم ۱۹۹۷ و سومین فیلم پر فروش جهان دست یافت.
تایتانیک در سال ۲۰۱۷ برای بیستمین سالگرد نمایش آن دوباره منتشر شد و برای بیست و پنجمین سالگرد آن در سال ۲۰۲۳ در 3D 4K HDR و نرخ فریم بالا دوباره اکران شد. این فیلم همچنین به جهت «اهمیت بالای زیبایی شناختی، تاریخی و فرهنگی» در کنگره ملی ایالات متحده آمریکا ثبت و از آن حفاظت می‌شود.

## داستان
یک جویندهٔ گنج به نام «بروک لاوت» که به دنبال الماس مشهوری به نام قلب اقیانوس در بقایای کشتی غرق شده تایتانیک است، صندوقچه‌ای در کشتی پیدا می‌کند که در آن نقاشی از چهره زنی جوان با الماسی بر گردن به چشم می‌خورد. پس از نمایش نقاشی در یک برنامه تلویزیونی، خانم پیری به اسم «رز دوویت بوکیتر» ادعا می‌کند که همان زن نقاشی است. او را به محل غرق کشتی می‌برند تا به جستجوگران کمک کند جای الماس را پیدا کنند، اما به جای این کار او داستان غرق شدن کشتی تایتانیک را برای همه آنگونه که خود از نزدیک دیده‌ بازگو می‌کند.
رز دوویت بوکیتر ۱۷ ساله و ثروتمند تصمیم می‌گیرد با کشتی به آمریکا برود و در آنجا با «کال هاکلی» ازدواج کند. مادرش او را مجبور کرده تا به این ازدواج تن در دهد. آن‌ها سوار کشتی تایتانیک می‌شوند و کشتی حرکت می‌کند. یک شب رز تصمیم می‌گیرد تا از بالای کشتی خودش را در آب بیندازد. اما مسافر فقیر و جوانی به اسم «جک داوسون» که کارش نقاشی است، او را نجات می‌دهد. «جک داوسون» همراه با دوستش بلیت تایتانیک را در بازی پوکر برده‌اند. آن‌ها به تدریج بیشتر با هم آشنا می‌شوند و این آشنایی منجر به عشقی عمیق بین آن دو می‌شود.
هاکلی و مادر رز می‌کوشند تا آن‌ها را از هم جدا نگه دارند. خدمتکار هاکلی به دستور او گردنبند الماسی را که هاکلی به رز هدیه داده را در جیب جک می‌گذارند و افسران کشتی به جرم دزدی به او در طبقه پایین کشتی به لوله دستبند می‌زنند. کشتی به یک کوه یخ شناور برخورد کرده و شروع به غرق شدن می‌کند و همه خدمه و مسافرین کشتی در تلاشند تا راه نجاتی برای خود بیابند. ابتدا زن‌ها و بچه‌ها را در قایق‌ها می‌گذارند و نجات می‌دهند. در این بین در طبقهٔ زیرین که جک در آنجا زندانی است رز تبر بزرگی برمی‌دارد و دستبند جک را می‌شکند و با هم به سمت بالا می‌روند. توماس اندروز به رز جلیقه نجات می‌دهد و افسران رز را به قایق می‌برند اما او پیش جک برمی‌گردد. مادر رز با قایق نجات پیدا می‌کند و هاکلی هم کودکی را بغل می‌گیرد و به قایق می‌رود و نجات می‌یابد.
کشتی کم‌کم غرق می‌شود و تعداد زیادی از مسافران روی آب می‌مانند و یخ می‌زنند جک رز را بر روی قطعه چوبی می‌گذارد و از رز قول می‌گیرد که زنده بماند. قایق‌ها دوباره برمی گردند تا کسانی را که زنده مانده‌اند نجات دهند ولی فقط رز زنده بود و نجات یافت به این ترتیب جک برای زنده ماندن رز یخ می‌زند و می‌میرد. پس از ۸۴ سال الماس دست رز است و آن را در دریا می‌اندازد. همان شب رز در تخت خواب خود می‌خوابد و خواب می‌بیند این بار تایتانیک میزبان جشن پیوند این دو دلداده است. آن هم با شکوه تمام و در میان کف زدن حضاری که هیچ رشک و کینه و ترسی از زمان حیات‌شان در تایتانیک با خود ندارند؛ گویی در آخر عشق پیروز است و قسمت همین بود که سرانجام این دو عاشق پس از مرگ به هم برسند و جاودانه شوند.

## بازیگران

### شخصیت‌های فیلم
- لئوناردو دی‌کاپریو در نقش جک داوسون: کامرون در مورد این شخصیت می‌گوید که به کسی نیاز دارد که واقعاً احساس کند در کشتی تایتانیک است. نشاط و شادیش را نشان دهد؛ و انرژی و نشاطی که یک هنرمند جوان دارد را به تصویر بکشد. در داخل فیلم جک نقش کسی را که یک آدم فقیر اهل ویسکانسین را بازی می‌کند که به مناطق مختلفی از جهان مانند شهر پاریس سفر کرده‌است. وی توانسته‌است در قمار به همراه دوستش فابریتزیو دو بلیت در قسمت درجه سه کشتی برنده شود؛ و در ادامه می‌تواند نظر رز را هنگامی که وی می‌خواهد از عقب کشتی به درون آب بپرد به خود جلب کند؛ و با نجات ساختگی رز توسط وی این شانس را به او می‌دهد که یک شب را در بخش اشرافی کشتی سپری کند. برای اجرای این نقش افرادی چون متیو مک‌کانهی، کریس اودانل، بیلی کروداپ و استیون درف داوطلب نقش بودند. حتی این نقش به تام کروز هم پیشنهاد داده شد ولی او مبلغ بسیار زیادی درخواست کرد. اما کامرون احساس می‌کرد که این افراد برای این نقش مناسب نیستند، این نظر کامرون از آن جهت بود که وی بیشتر به دنبال فردی جوان‌تر می‌گشت، که حدود ۲۰ سال سن داشته باشد. دی‌کاپریو در آن زمان ۲۲ سال سن داشت و توسط مالی فین به کامرون معرفی شد. در ابتدا دی‌کاپریو از به تصویر کشیدن کاراکتر سرباز زد و اولین صحنه رمانتیک مربوط به جک را اجرا نکرد. کامرون می‌گوید: او یکبار آن را خواند. بعد شروع به غر زدن و طفره رفتن کرد؛ و گفت که نمی‌توانم روش فوکوس کنم؛ ولی چند ثانیه بعد انگار چراغی جلویش روشن شد و به خوبی از پس سکانس برآمد. کامرون به شدت بر توانایی دی کاپریو برای اجرای این نقش معتقد بود.
- کیت وینسلت در نقش رز دوویت بوکیتر/داوسون: کامرون در مورد وینسلت می‌گوید: «او چیزی بود که به دنبالش بودیم. جذابیت در چهره و چشمهایش. فقط می‌دانستم که مردم از راه دور می‌توانند با او ارتباط برقرار کنند.» رز تنها ۱۷ سال سن دارد و اصالتاً اهل فیلادلفیاست، که مجبور است با یک مرد سی ساله با نام کال هاکلی ازدواج کند؛ بنابراین رز و مادرش روث می‌توانند همچنان به زندگی مرفه خود ادامه دهند. زندگی که با مرگ پدر رز و بدهی‌ها در آستانه نابودی بود. رز به همراه کال و مادرش به کشتی میایند و در قسمت درجه یک کشتی ساکن می‌شوند؛ و در آنجاست که با جک دیدار می‌کند. وینسلت در مورد شخصیتش می‌گوید: او چیزهای زیادی می‌خواهد. قلب و دل صاف و لطیفی دارد و دوست دارد در جهان به اکتشاف و گشت و گذار بپردازد. افرادی چون گوئینت پالترو، کلر دینز، گابریل انور نیز این نقش بهشان پیشنهاد داده شده بود. در این اوضاع و احوال وینسلت ۲۲ ساله مبارزه سرسختانه‌ای برای گرفتن این نقش می‌کرد. وی هر روز نوشته‌ها و نامه‌های برای کامرون از انگلیس می‌فرستاد. زمانی که کامرون وی را به همراه دی‌کاپریو برای ستاره شدن به هالیوود دعوت کرد توصیف خود را از شخصیت رز یک آدری هبپورن گونه معرفی می‌کرد. کامرون ابتدا از بازی وینسلت برای این نقش راضی نبود اما در زمان تست صحنه، وینسلت توانست کامرون را تحت تأثیر قرار دهد. وینسلت در مورد کامرون می‌گوید: «اون واقعاً حرفه‌ایه. حتی اگه منو انتخاب نمی‌کرد من اونو انتخاب می‌کردم.»
- بیلی زین در نقش کال هاکلی: کال نامزد سی ساله رز است. او متکبر و مغرور است؛ و همچنین وارث کارخانه فولادسازی در پیتسبورگ است. او در برابر رابطه جک و رز از خود حسادت و بیرحمی نشان می‌دهد. او در سال ۱۹۲۹ به دلیل ورشکستگی در سقوط مالی وال استریت خودکشی می‌کند. ابتدا این نقش به متیو مک‌کانهی پیشنهاد شده بود.
- فرانسیس فیشر در نقش روث دوویت بوکیتر: مادر بیوه رز؛ که باعث ایجاد و استمرار رابطه بین رز و کال هاکلی شد. دلیلش برای این کار باقی‌ماندن در سطح مرفه جامعه (بااستفاده از پول‌های کال) بود. اون دخترش را دوست داشت، اما اعتقاد داشت که موقعیت اجتماعی مهمتر از روابط فرعیست. او جک را تحقیر می‌کرد، حتی زمانی که وی زندگی دخترش را نجات داد از این کارش دست برنداشت!
- گلوریا استوارت در نقش کهن‌سالی رز: کامرون در مورد این شخصیت می‌گوید: «برای اینکه بتوانیم حال و گذشته را با هم ببینیم، تصمیم گرفتم که یک بازمانده را به تصویر بکشم که حدود ۱۰۰ سال سن دارد. از طریق اون می‌توانستیم به تاریخ دسترسی داشته باشیم.» با پیدا شدن یک نقاشی برهنه از رز در یک گاو صندوق، وی اطلاعاتی در مورد الماس «قلب اقیانوس» می‌دهد. او شروع به تعریف داستان خود در زمان غرق شدن کشتی تایتانیک می‌کند. اولین بار پس از غرق شدن کشتی نامی از جک می‌برد. در ۸۷ سالگی استوارت باید برای نقشی آماده می‌شد که از خودش پیرتر بود.
- بیل پاکستون در نقش بروک لاوت: وی یک جوینده گنج است که به دنبال الماس «قلب اقیانوس» در خرابه‌های تایتانیک می‌گردد. وی هزینه و وقت خود را در این زمینه می‌گذارد اما بدون نتیجه می‌ماند. وی در آخر فیلم و بعد از شنیدن داستان رز به این نتیجه می‌رسد که در سه سال اکتشافش در مورد کشتی نتوانسته بود تایتانیک را درک کند.
- سوزی آمیس در نقش لیزی کالورت: نوه رز؛ که وی را در کشتی اکتشافی همراهی می‌کند و با بروک لاوت آشنا می‌کند.
- دنی نوچی در نقش فابریتزیو دی روسی: بهترین دوست جک. وی ایتالیایست. او کسی است که در بازی پوکر به همراه جک برنده بلیت تایتانیک می‌شود. فابریتزیو نمی‌تواند سوار کشتی‌های نجات شود و دراواخر غرق شدن تایتانیک در حالی که به سمت قایق‌های نجات شنا می‌کرد، دیگ بخار متصل به دودکش از جا کنده شد و بروی او و چندی از مسافران دیگر افتاد و کشته شد.
- دیوید وارنر در نقش اسپیسر لاوجوی: محافظ و خدمتگزار کال، که رز را می‌پاید و به جریان نجات رز توسط جک مشکوک است. در ادامه و پس از متهم کردن جک به دزدی از کال هاکلی، وی نقش زندانبان وی را ایفا می‌کند و در حالی که کشتی غرق می‌شود وی را در اعماق آن رها می‌کند. اون نیز همراه با کشتی غرق می‌شود.

### شخصیت‌های حقیقی
- برنارد هیل در نقش ناخدا، ادوارد جان اسمیت: اولین سفر تایتانیک را قرار بود اسمیت (ناخدای باسابقه)، که آخرین سفرش قبل از بازنشستگی اش محسوب می‌شد رهبری کند. تصمیم وی بر غرق شدن کشتی تایتانیک تأثیرگذار بود. وی در هنگام غرق شدن به رسم ناخدایان در کابین کشتی ماند. البته برخی به این مسئله شک دارند و می‌گویند وی بعد از غرق شدن کشتی در آب یخ زد. اما چیزی که معلوم است وی هرگز نجات نیافت.
- ویکتور گاربر در نقش توماس اندروز: وی سازنده کشتی است. اندروز به عنوان یک مرد مهربان و دلنشین به تصویر کشیده شده‌است، که موفقیت بزرگ خود را کوچک می‌شمارد. وی در هنگام غرق شدن کشتی بقیه را متقاعد می‌کند که صفت غرق ناشدنی تایتانیک، یک نتیجه‌گیری ریاضی است؛ و تایتانیک به راحتی غرق می‌شود. وی بعد از آن به استفاده حداکثری از ظرفیت قایق‌های نجات تأکید می‌ورزد. در آخر نیز در قسمت درجه یک کشتی و در کنار ساعتی ایستاده‌است و بخاطر اینکه نتوانست کشتی محکم و ایمنی بسازد افسوس می‌خورد، و همراه با کشتی غرق می‌شود.

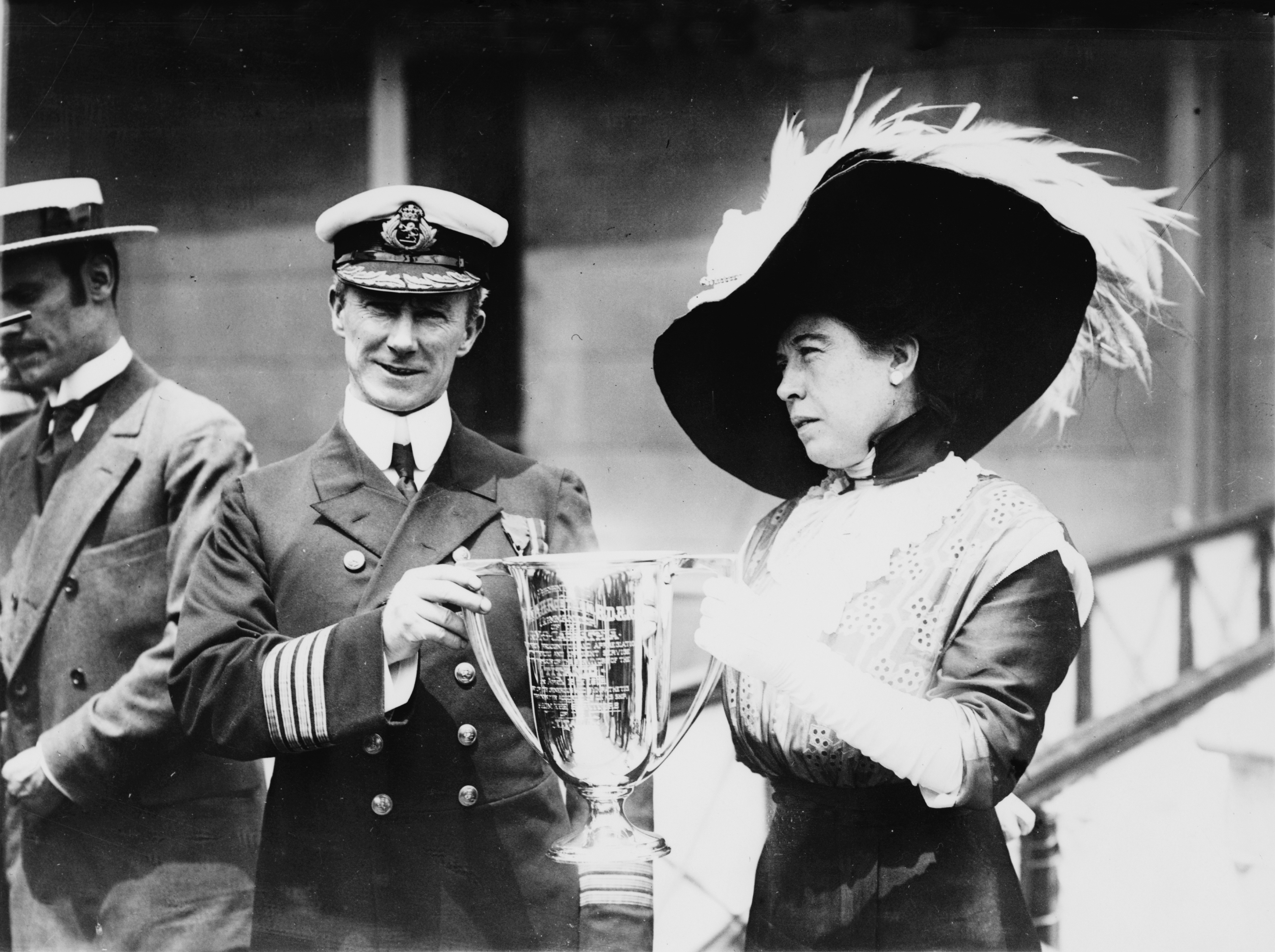
مارگارت براون واقعی (در سمت راست) به همراه کاپیتان آرتور هنری روستون درمراسمی که جایزه‌ای برای کمکهایش به مسافران تایتانیک به مالی اهدا شد.

- کتی بیتس در نقش مارگارت براون: براون از دیدگاه سایر زنان اشرافی کشتی، از جمله روث به عنوان زنی «جلف» یا تازه به دوران رسیده قلمداد می‌شود، که این مورد بیشتر به خاطر ثروت بادآورده و بیش از اندازه وی که تازه به آن دست یافته‌است، به وی گفته می‌شود. وی رفتار دوستانه‌ای با جک دارد، و کتی را که برای پسرش خریده بود را برای مهمانی شام به جک می‌دهد. اگرچه براون یک شخصیت واقعی در تایتانیک بود، اما کامرون قصد نداشت که زندگی واقعی وی را به تصویر بکشد. مالی براون توسط تاریخ نویسان با نام مالی براون غرق نشدنی نام‌گذاری شد. برای اینکه وی با کمک سایر زنان، سعی در بازگرداندن یکی از قایق‌های نجات برای نجات افراد یخ زده نمود. در فیلم کامرون نیز قسمتی از این رویداد به تصویر کشیده شد.
- جاناتان هاید در نقش جی بروس ایزمی: وی مدیرعامل شرکت وایت استار است. ایزمی یک آدم پولدار نادان که در قسمت درجه یک کشتی ساکن است به تصویر کشیده شده‌است. او از موقعیت خود در سمت مدیرعاملی شرکت وایت استار سوءاستفاده می‌کند تا ناخدا اسمیت را راضی کند که با سرعت بیشتر و همچنین از مسیر کوتاه‌تری تا نیویورک را طی کند. تا در زمان کمتری به نیویورک برسند تا بتوانند توجه مطبوعات را به تایتانیک جلب کنند. در حالی که با توجه به خطرناک بودن مسیر میانبر احتمال فاجعه زیاد بود. پس از برخورد کشتی و زمانی که وی متوجه می‌شود کشتی غرق ناشدنی وجود ندارد با یک قایق نجات از مسئولیتش درقبال کشتی فرار می‌کند.
- یوان استوارت در نقش افسر یکم ویلیام مک مستر مورداک: وی کسی است که در شب برخورد کشتی با کوه یخ ناخدای موقت کشتی بود. وی کمک‌های زیادی برای به آب انداختن کشتی‌های نجات کرد. کال به عنوان رشوه به وی مقدار پولی داد تا وی را در یکی از قایق‌های نجات جای دهد. کمی بعد از آن وی پول را در صورت کال پرت کرد و به وی گفت که پول اینجا به هیچ دردی نمی‌خورد. درآخر وی در زمانی که کشتی‌های نجات کمی مانده بودند و برای سوار شدن بر آن‌ها آشوب برپا شده بود. مرداک، تامی رایان (یکی از دوستان جک) را به تصادف به قتل رساند (به دلیل اولویت سوار شدن قایق نجات با زن‌ها و بچه‌ها)؛ و به خاطر احساس گناه، بعد از آن حادثه با شلیک به مغز خودکشی کرد و به درون آب افتاد. زمانی که استیو برادر زاده واقعی مرداک فیلم را دید به خاطر آسیب رساندن به شهرت قهرمانانه وی دست به اعتراض زد. چندماه بعد از این جریان، فاکس نیسون رئیس آن دوره کمپانی فاکس قرن بیستم به دل بیته، اسکاتلند (محل زندگی مرداک) رفت. وی در آنجا رسماً عذر خواهی کرد و ۵۰۰۰ پوند به دبیرستان دل بیته کمک مالی کرد. کامرون نیز در زمان انتشار نسخه دی‌وی‌دی این مجموعه عذرخواهی خود را اعلام داشت. اما این را نیز گفت که مرداک به خاطر قانون «زنان و بچه‌ها اول سوار قایق‌ها شوند» اقدام به شلیک گلوله کرد.
- اریک برادن در نقش جان جیکوب آستور چهارم یک ثروتمند و مسافر درجه یک که رز او را ثروتمندترین فرد کشتی می‌نامد. در سالن غذاخوری کشتی رز جک را با وی آشنا می‌کند.
- برنار فاکس در نقش آرچیبالد گراسی چهارم وی یکی از ثروتمندان و مسافر درجه یک کشتی است در حالی جک مانع از افتادن رز به آب می‌شود رز انکار می‌کند به صورت اتفاقی پروانه‌های کشتی را مشاهده می‌کرده که ناگهان پایش لیز می‌خورد جک نجاتش می‌دهد و او به جک تبریک می‌گوید و او را قهرمان می‌خواند که رز را از افتادن از کشتی نجات داده‌است، اگرچه او نمی‌داند که این اقدام رز خودکشی بوده‌است. وی از حادثه جان سال به در برد ولی پس از ۹ ماه از غرق شدن کشتی درگذشت.
- مارک لیندزی چپمن در نقش افسر ارشد هنری تینگل وایلد: افسر ارشد کشتی. وی بخاطر اینکه کال یک بچه به بغل داشت، وی را به کشتی‌های نجات راه داد. بعد از غرق شدن کشتی وی با صدای سوت خود سعی در جلب و بازگرداندن قایق‌های نجات را دارد. بعد از آنکه وی به خاطر یخزدگی می‌میرد، رز از سوت وی برای جلب توجه افسر پنجک لویی استفاده می‌کند؛ که اینکار نیز باعث نجات رز می‌شود.
- جانی فیلیپس در نقش افسر دوم چارلز لایتولر: وی کسی است که سعی در توجیه ناخدا اسمیت به خاطر دیر دیده شدن کوه یخ را دارد. بعد از آن با استفاده از تفنگ سعی در فرمانبر کردن مسافران را دارد. وی توانست از حادثه جان سالم به در برد.
- یوان گریفید در نقش افسر پنجم هارولد لو: تنها نفر از افسران کشتی که با یکی از کشتی‌های نجات و بعد از غرق شدن کامل کشتی برای نجات بازماندگان احتمالی به محل حادثه بازگشت؛ که رز نیز توسط وی نجات یافت.
- ادوارد فلچر در نقش افسر ششم جیمز مودی: تنها افسر جوان کشتی که در غرق شدن جان باخت. وی در فیلم تایتانیک به تصویر کشیده شد که وقتی جک و فابریزیو را چند لحظه قبل از حرکت از ساوتهمپتون قبل از ورود جک می‌خواهد در کشتی را ببند که جک و فابریزیو را به داخل کشتی هدایت می‌کند.
- اسکات جی اندرسون در نقش فردیک فلیت: وی ناظری است که از دیده‌بان کشتی کوه یخ را دید.
- مارتین ایست در نقش رجینالد لی: دیده‌بان دیگر در کشتی که از حادثه جان سال به در برد.

## پیش تولید

### ایده‌پردازی و نوشتن فیلم‌نامه

طرح نقاشی برهنهٔ رز اثر کامرون که «قلب اقیانوس» را بر گردن دارد. صحنهٔ برهنهٔ فیلم یکی از اولین صحنه‌هایی بود که فیلم‌برداری شد زیرا صحنهٔ فیلم‌برداری اصلی هنوز آماده نشده بود.

کامرون مجذوب نحوه و حالت غرق شدن کشتی شد، و از دیدگاه او آرام‌اس تایتانیک «کوه اورست غرق شدن‌ها» بود. او تقریباً این نکته را زمانی در زندگی واقعی اش متوجه شده بود که احساس کرد می‌تواند یک سفر زیرآبی داشته باشد. اما او همچنان می‌گوید یک بی‌قراری ذهنی را در زمان حضورش در کالج و زمانی که قصد داشته از علم به هنر مهاجرت کند، را تجربه کرده‌است؛ و زمانی که آی‌مکس شات‌هایی را از کشتی غرق شده درست کرد، او تصمیم اولیه اش را گرفت و به دنبال سرمایه‌گذار هالیوودی را گشت تا هزینه سفردریایی او را بپردازد. کامرون می‌گوید: «این برای این نبود که من می‌خواستم یک فیلم بسازم، بلکه می‌خواستم تا کنار کشتی غرق شده بروم.»
کامرون فیلم‌نامه اولیه برای تایتانیک نوشت و به دیدار مدیران کمپانی فاکس قرن بیستم رفت. کامرون در این مورد می‌گوید: «آنها خوششان آمد و گفتند: باشه، یه فیلم حماسی عاشقانه سه ساعته؟ مطمئنی فقط همینه؟ شباهتی به فیلم نابودگر نداره؟ صحنه‌های هیجان آور، شلیک گلوله یا تصادف ماشین؟ من گفتم: نه، نه. این هیچ شباهتی به اون نداره.» مدیران کمپانی فاکس در مورد ایده این فیلم و موفقیت تجاری اش شک داشتند، و تنها به خاطر رابطه طولانی و اعتمادشان به کامرون، به وی چراغ سبز نشان دادند.
کامرون کمپانی فاکس را متقاعد کرد تا به وی اجازه دهند، تا فیلم را بر اساس تجربیات واقعی، مشاهده کشتی غرق شده و با استفاده از چندین غواص انجام دهد، کاری که دو سال به طول انجامید. کامرون می‌گوید «با این کار زمینه فکری ام جزئیات بیشتری را شامل می‌شد، پس گفتم: ببنید، ما تمام این کار رو برای جستجو و پیدا کردن الماس انجام میدیم. پس برویم تصویر از کشتی بگیریم؛ و ما می‌تونیم این تصویربرداری رو با استفاده از مدل‌های حرفه‌ای، عکس کنترل حرکت، و گرافیک رایانه‌ای یا روش‌های دیگری بگیریم.»

### مدل کشتی

بازسازی کامل آرام‌اس تایتانیک، کامرون و تیمش تلاش کردند تا با نقشه‌ای که توسط سازنده کشتی عرضه شد، کشتی را با جزئیات دقیق بسازند.

هارلند اند ولف که سازندگان کشتی تایتانیک بودند آرشیوهای محرمانه خود را گشودند، و نقشه‌های کشتی اصلی را که از بین رفته تلقی می‌شد، عرضه کردند. برای طراحی فضای داخل کشتی، طراح صحنه مشهور، پیتر لامونت و تیمی برای طراحی آثار آن دوران را انتخاب کردند تا با دقت تمام کشتی را باز از ابتدا بسازند. کمپانی فاکس نیز چهل هکتار از سواحل در جنوب مکزیک را خرید و درآنجا یک استودیوی اختصاصی برای این فیلم ساخت که کار آن در تاریخ ۳۱ می ۱۹۹۶ تمام شد. یک مخزن افقی که نزدیک به هفده میلیون گالن آب در آن جای می‌گرفت برای داشتن نمای ۲۷۰ درجه‌ای اقیانوس برای ساخت دوباره کشتی و فیلمبرداری فیلم نیز ساخته شد. یک مدل کامل از کشتی ساخته شد، اما لامونت قسمت‌هایی از عرشه و چند جای دیگر کشتی را برای جایگیری بهتر در مخزن حذف نمود. این نقاط قرار شد با مدل دیجیتالی جایگزین شوند. قایق‌های نجات و دودکش‌ها به اندازه ده درصد کوچکتر شدند. بر روی عرشه اصلی و عرشه A با دقت کار شده بود، اما سایر قسمت‌های کشتی تنها ورق‌های فولادی بودند. قطعاتی نیز برای زمانی که سکانس‌هایی که کشتی در آن‌ها غرق می‌شود و تکان‌های بزرگی می‌خورد تعبیه شده بود. برجی به ارتفاع ۱۶۲ فوت (۴۹ متر) و جرثقیل برجی بلندی به ارتفاع ۶۰۰ فوت (۱۸۰ متر)، ریلهایی برای جابه جایی دوربین، چراغ‌ها و ابزار حرفه‌ای تصویربرداری نیز تعبیه شده بودند.
اتاق‌های داخل کشتی نیز، تماماً براساس کشتی اصلی و تصاویر و نقشه‌های باقی‌مانده ساخته شدند. راه پله اصلی کشتی که بنایی بسیار زیبا و لوکس بود و با استفاده از چوب طبیعی و بهترین مواد ساخته شده بود، در سکانس‌های پایانی غرق شد. سایر وسیله‌ها نیز شامل اتاق‌ها، فرشها، طراحی‌ها، دکورها، صندلی‌ها، رنگ‌ها و حتی لباس کارکنان کشتی نیز، کاملاً مطابق با طراحی‌های اصلی کمپانی وایت استار بود. کامرون حتی دو تاریخ‌دان تایتانیک را نیز استخدام کرد تا از جزئیات کامل کشتی برای استفاده در فیلم بهره ببرد.

## باز خورد

### جوایز
این فیلم جایزه‌ها و نامزدی‌های گوناگونی کسب کرد. «قلبم ادامه خواهد داد» از موسیقی‌متن فیلم برندهٔ جایزهٔ گرمی بهترین ترانه برای یک فیلم یا تلویزیون شد.

#### جوایز اسکار
در هفتادهمین دوره مراسم اعطای جوایز اسکار از مجموع ۱۴ رشته نامزدی، در ۱۱ رده که نامزد شده بود برنده شد که از میان آن‌ها می‌توان به دو جایزهٔ اسکارِ بهترین فیلم، بهترین کارگردان برای جیمز کامرون اشاره کرد. تایتانیک، با داشتن ۱۱ جایزه، به همراه فیلم‌های بن هور (۱۹۵۹) و ارباب حلقه‌ها: بازگشت پادشاه (۲۰۰۳)، رکورد بیشترین تعداد دریافت جوایز اسکار را داراست. همچنین فیلم تایتانیک نیز از لحاظ تعداد نامزدی در جوایز اسکار، به همراه فیلم‌های بربادرفته (۱۹۳۹)، همه‌چیز درباره ایو (۱۹۵۰) و لا لا لند (۲۰۱۶) رکورد زدند.
| جایزه                        | دریافت کننده(ها)                                                                              | نتیجه    |
| ---------------------------- | --------------------------------------------------------------------------------------------- | -------- |
| بهترین فیلم                  | جان لاندو و جیمز کامرون                                                                       | برنده    |
| بهترین کارگردانی             | جیمز کامرون                                                                                   | برنده    |
| بهترین بازیگر نقش اول زن     | کیت وینسلت                                                                                    | نامزدشده |
| بهترین بازیگر نقش مکمل زن    | گلوریا استوارت                                                                                | نامزدشده |
| بهترین موسیقی فیلم           | جیمز هورنر                                                                                    | برنده    |
| بهترین ترانه                 | جیمز هورنر (سازنده) و ویل جنینگز (سراینده) برای ترانه قلبم ادامه خواهد داد با اجرای سلین دیون | برنده    |
| بهترین تدوین صدا             | تام بلفورت و کریستوفر بویز                                                                    | برنده    |
| بهترین صداگذاری              | گری رایدستورم، گری سامرز، تام جانسون و مارک اولانو                                            | برنده    |
| بهترین طراحی صحنه            | پیتر لامونت و مایکل فورد                                                                      | برنده    |
| بهترین فیلم‌برداری            | راسل کارپنتر                                                                                  | برنده    |
| بهترین چهره‌پردازی و آرایش مو | گرگ کینم، تینا ارنشو و سیمون تامپسون                                                          | نامزدشده |
| بهترین طراحی لباس            | دبورا لین اسکات                                                                               | برنده    |
| بهترین تدوین                 | جیمز کامرون، ریچارد ای. هریس و کانرد باف چهارم                                                | برنده    |
| بهترین جلوه‌های تصویری        | مایکل کانفر، رابرت لگاتو، مارک لسوف و توماس ال. فیشر                                          | برنده    |

#### جوایز گلدن گلوب
| جایزه                       | دریافت کننده(ها)                                                                              | نتیجه    |
| --------------------------- | --------------------------------------------------------------------------------------------- | -------- |
| بهترین فیلم درام            | جان لاندو و جیمز کامرون                                                                       | برنده    |
| بهترین کارگردانی            | جیمز کامرون                                                                                   | برنده    |
| بهترین بازیگر مرد فیلم درام | لئوناردو دی‌کاپریو                                                                             | نامزدشده |
| بهترین بازیگر زن فیلم درام  | کیت وینسلت                                                                                    | نامزدشده |
| بهترین بازیگر نقش مکمل زن   | گلوریا استوارت                                                                                | نامزدشده |
| بهترین فیلم‌نامه             | جیمز کامرون                                                                                   | نامزدشده |
| بهترین موسیقی فیلم          | جیمز هورنر                                                                                    | برنده    |
| بهترین ترانه غیراقتباسی     | جیمز هورنر (سازنده) و ویل جنینگز (سراینده) برای ترانه قلبم ادامه خواهد داد با اجرای سلین دیون | برنده    |